# La hora de...
La hora de... fue un programa musical de televisión, emitido por TVE entre 1975 y 1976. En la realización del programa se alternaron Valerio Lazarov, Enrique Martí Maqueda y Fernando García de la Vega.

## Formato
El espacio estaba dedicado, cada semana a una estrella de la canción. El artista invitado interpretaba sus temas más conocidos y estaba acompañado en el plató por los más populares actores y humoristas españoles.

## Artistas invitados
- Raphael - 8 de octubre de 1975.
  - Lina Morgan
  - Raúl Matas

- Raphael (II) - 22 de octubre de 1975.
  - Esperanza Roy
  - Fernando Santos
  - Tomás Zori

- María Dolores Pradera - 29 de octubre de 1975
  - Paco Martínez Soria

- Rosa León  - 5 de noviembre de 1975
  - Jaime de Mora y Aragón
  - Gina Lollobrigida
  - Mary Santpere

- Julio Iglesias - 19 de noviembre de 1975
  - Raffaella Carrà
  - Fernando Esteso

- Mike Kennedy - 3 de diciembre de 1975
  - Andrés Pajares

- Johnny Hallyday  - 10 de diciembre de 1975
  - Tip y Coll

- Waldo de los Ríos - 7 de enero de 1976
  - Narciso Ibáñez Serrador

- Massiel  - 14 de enero de 1976
  - Luis Eduardo Aute
  - Andrés Pajares

- Rocío Dúrcal  - 21 de enero de 1976
  - Augusto Algueró
  - Franz Johan
  - Mary Santpere
  - Concha Velasco

- Juan Pardo -28 de enero de 1976
  - Analía Gadé
  - José Luis Moreno

- Juan Carlos Calderón - 4 de febrero de 1976 
  - Mocedades
  - Sergio y Estíbaliz
  - Cecilia
  - Johnny Mathis

- Gloria Gaynor  - 11 de febrero de 1976
  - Luis Aguilé
  - Fernando Esteso
  - María Isbert

- Julio Iglesias - 18 de febrero de 1976
  - Pepe Da Rosa

- Paco de Lucía  - 25 de febrero de 1976
  - Camarón de la Isla
  - Marifé de Triana

- Raffaella Carrà (I) - 3 de marzo de 1976
  - Juan Camacho
  - Manolo Sanlúcar
  - Las Grecas
  - Lolita
  - La charanga del Tío Honorio
  - Don Lurio

- Paloma San Basilio - 3 de marzo de 1976
  - Los Hermanos Calatrava
  - Adolfo Waitzman

- Micky  - 10 de marzo de 1976
  - Gracita Morales

- Raphael - 17 de marzo de 1976
  - Mary Santpere

- Roberto Carlos  - 24 de marzo de 1976
  - Raffaella Carrà

- Raffaella Carrà (II) - 31 de marzo de 1976
  - Albert Hammond
  - Jorge Cafrune
  - Cuco Sánchez
  - Roberto Carlos

- La juerga gitana de Peret  - 7 de abril de 1976
  - Los zíngaros del Danubi
  - Didi Sherman
  - Antônio Carlos y Jocáfi
  - Tip y Coll

- Iva Zanicchi  - 21 de abril de 1976
  - Rafael de Córdoba

- Gigliola Cinquetti  - 19 de mayo de 1976
  - Luis Aguilé
  - Fernando Esteso
  - Sylvie Vartan

- Marcello Mastroianni  - 2 de julio de 1976
  - Lina Morgan

- Atahualpa Yupanqui  - 4 de octubre de 1976
  - María Dolores Pradera

- Rocío Jurado  - 13 de noviembre de 1976

- Lluís Llach - 11 de diciembre de 1976